# 706
706 (DCCVI) je bilo navadno leto, ki se je po julijanskem koledarju začelo na petek.

## Dogodki
- 1. januar

## Smrti
- 15. februar
  - Leoncij, bizantinski cesar (* 660)
  - Tiberij III., bizantinski cesar (* ni znano)